# Ikamiut
Ikamiut é um assentamento no município de Qaasuitsup, oeste da Gronelândia. Está localizado numa ilha banhada pela Baía de Disko, na costa ocidental da Gronelândia. Em 2010 tinha 96 habitantes.

## Transporte
No inverno, a Air Greenland serve o assentamento só com voos de helicópteros do Heliporto de Ikamiut para o Aeroporto de Aasiaat e para o Heliporto de Qasigiannguit. Durante o verão e o outono, quando as águas da Baía de Disko são navegáveis, o transporte e comunicação é feita somente pelo mar, servido pela Diskoline.  O transporte é feito de ferry, de Ikamiut para Qasigiannguit, Aasiaat e Akunnaaq.

## População
A população de Ikamiut tem-se mantido estável durante as duas últimas décadas.